# Wildwood (Nova Jersey)
Wildwood és una població dels Estats Units a l'estat de Nova Jersey. Segons el cens del 2007 tenia 5.291 habitants.

## Demografia
Segons el cens del 2000, Wildwood tenia 5.436 habitants, 2.333 habitatges, i 1.273 famílies. La densitat de població era de 1.627 habitants per km².
Dels 2.333 habitatges en un 25,7% hi vivien nens de menys de 18 anys, en un 31,2% hi vivien parelles casades, en un 17,7% dones solteres, i en un 45,4% no eren unitats familiars. En el 38,2% dels habitatges hi vivien persones soles el 14,5% de les quals corresponia a persones de 65 anys o més que vivien soles. El nombre mitjà de persones vivint en cada habitatge era de 2,3 i el nombre mitjà de persones que vivien en cada família era de 3,06.
Per edats la població es repartia de la següent manera: un 25,7% tenia menys de 18 anys, un 10,5% entre 18 i 24, un 27,7% entre 25 i 44, un 21,9% de 45 a 60 i un 14,2% 65 anys o més.
L'edat mediana era de 36 anys. Per cada 100 dones de 18 o més anys hi havia 91,2 homes.
La renda mediana per habitatge era de 23.981 $ i la renda mediana per família de 28.288 $. Els homes tenien una renda mediana de 30.787 $ mentre que les dones 23.320 $. La renda per capita de la població era de 13.682 $. Aproximadament el 20,2% de les famílies i el 26,4% de la població estaven per davall del llindar de pobresa.

## Poblacions més properes
El següent diagrama mostra les poblacions més properes.